# Une vie de chien (film, 1943)
Pour les articles homonymes, voir Une vie de chien.
Pour plus de détails, voir Fiche technique et Distribution.
Une vie de chien est un film français réalisé par Maurice Cammage en 1941, sorti en 1943.

## Synopsis
Gustave Bourdillon est professeur dans un pensionnat de jeunes filles dans lequel il exerce simultanément les fonctions de professeur de mathématiques, de musique, de dessin, de gymnastique et de chimie. Il est, de surcroit, follement amoureux d'Émilie Calumet, l'épouse de son directeur. Celui-ci étant mort subitement des suites d'une indigestion, Gustave déclare son amour à la veuve.
La mort de son mari plaçant Émilie Calumet dans une situation difficile, relativement au pensionnat, elle est amenée à accepter d'épouser Gustave, en échange d'un service, mais en conservant intacte sa passion pour feu Calumet. Influencée par Grégorius, l'économe du pensionnat amateur d'astrologie, elle se persuade que l'âme de son défunt habite désormais le corps d'un chien.
Mais la découverte des infidélités de son défunt mari et de la folie de Grégorius, l'amènent à l'amour de Gustave.

## Fiche technique
- Titre : Une vie de chien
- Autres titres : Médor, Pension de famille, Le mari quadrupède
- Réalisation : Maurice Cammage
- Scénario : d'après le roman d'André Mycho (1870-1937)
- Adaptation et dialogues : Jean Manse, Jacques Chabannes
- Photographie : Willy Faktorovitch
- Décors : Robert Giordani
- Musique : Raoul Moretti
- Production : Optimax Films
- Tournage en mars 1941 (à partir du 7)
- Format : Pellicule 35 mm, noir et blanc
- Pays de production :  France
- Genre : Comédie
- Durée : 84 minutes
- Date de sortie :
  - France : 25 juin 1943
- Affiche : Roger Rojac (France)

## Distribution
- Fernandel : Gustave Bourdillon, professeur dans un pensionnat de jeunes filles
- Josseline Gael : Émilie Calumet, la jeune veuve
- Jim Gérald : M. Calumet, le directeur du pensionnat
- Édouard Delmont : M. Tournemine
- Félicien Tramel : M. Triboule
- Gaston Orbal : M. Truffime, Président du consortium des pensionnats
- Thérèse Dorny : Léocadie
- Francis Claude : Galoche
- Pouzet : Postiche
- Jean-Pierre Kérien : Grégorius, économe du pensionnat et astrologue
- Harry James
- Jean Castan
- Paul Grail
- Françoise Thurin
- Maryse Dorand
- Francette Elise
- Dany France

## Accueil critique
"Comédie bouffonne, divertissante et assez entraînante, reposant tout entière sur le talent de Fernandel qui, par ses transformations éblouissantes, soutient tout le déroulement et l'intérêt de l'action."
Le Film - Organe de l'industrie cinématographique française, 3 juillet 1943.